# Musca pilifacies
Musca pilifacies este o specie de muște din genul Musca, familia Muscidae, descrisă de Fritz Isidore van Emden în anul 1965. Conform Catalogue of Life specia Musca pilifacies nu are subspecii cunoscute.